# 박상준 (1967년)
박상준(Park SangJoon, 1967년~ )은 대한민국의 출판인, 과학 소설 평론가, 기획자이다. 
SF 매니아로 시작해서 1990년대부터 SF 전문 기획자, 칼럼니스트, 강연자로 꾸준히 활동하고 있다. 
웅진의 SF 전문 출판사 오멜라스의 대표이사를 역임, 종합 장르소설 잡지 판타스틱의 초대 편집장을 지냈다. 
SF 영화에 대해서도 관심이 깊어 2010 국제 SF영화제 집행위원을 맡았고 부천 판타스틱 영화제에서도 일하고 있다. 
2018년에 발족한 한국SF협회의 초대 회장으로 선출되었다.
번역서로는 레이 브래드베리의 화씨 451, 아서 클라크의 라마와의 랑데부가 있으며 저서로 [로빈슨 크루소 따라잡기], [한국 창작 SF의 거의 모든 것] 등이 있다.